# Tvillingsporrspindel
Tvillingsporrspindel (Cheiracanthium pennyi) är en spindelart som beskrevs av O. Pickard-Cambridge 1873. Tvillingsporrspindel ingår i släktet Cheiracanthium och familjen sporrspindlar. Enligt den svenska rödlistan är arten starkt hotad i Sverige. Arten förekommer i Götaland. Artens livsmiljö är havsstränder, jordbrukslandskap. Inga underarter finns listade i Catalogue of Life.